# بوليوود
بوليوود (بالهندية: बॉलीवुड، بالأردية: بالی وڈ) مصطلح غير رسمي يُستخدم على نطاق واسعٍ للإشارة إلى صناعة الأفلام باللغتين الهندية والأوردو في مدينة مومباي، الهند. كما يُستخدم هذا المصطلح بشكل غير صحيح أحياناً للإشارة إلى كامل صناعة السينما في الهند، بينما يشير في الحقيقة إلى جزء من هذه الصناعة. بوليوود أكبر منتج أفلام في الهند، وواحدة من أكبر مقرات إنتاج الأفلام في العالم.
اسم بوليوود مؤلف من بومباي (الاسم السابق لمومباي) وهوليوود التي هي مركز صناعة الأفلام الأمريكية. وبالرغم من التسمية، فعلى عكس هوليوود، لا توجد بوليوود كمكان فعلي، كذلك، وجد مصطلح بوليوود طريقه إلى قاموس أكسفورد كمدخل بتعريفٍ منفصل رغم وجود اعتراضات على التسمية باعتبار أنها تجعل صناعة السينما في مومباي تبدو كقريب فقير لمثيلتها في هوليوود.
يُشار إلى بوليود عموماً باعتبارها سينما ناطقة بالهندية، رغم أن اللغة الهندوستانية الشائعة كنمط متداول للهندية والأوردو أكثر شيوعاً في أفلام بوليوود. كما أن حضور الإنجليزية الهندية يتزايد في الحوار والأغاني على حدٍ سواء، وليس من الغريب وجود أفلام تدخل الكلمات والتعابير الإنجليزية في حواراتها. علاوة على ذلك، فإن إنتاج الأفلام المنطوقة بالإنجليزية بالكامل يتزايد في بوليوود.

## التاريخ

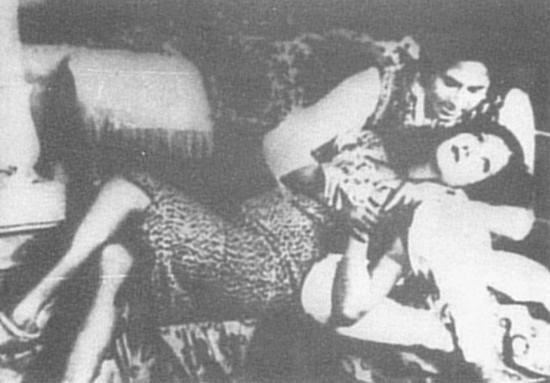
أول فيلم أردو ناطق، فيلم أردشير إيراني أضواء الدنيا عالم آرا (1931)

كان فيلم راجا هاريشاندرا (1913) أول فيلمٍ صامت يُنتج في بديا وصنعه داداساهب فالكي. وبحلول ثلاثينيات القرن العشرين كانت صناعة السينما في بوليوود تُنتج أكثر من مائتي فيلم في السنة. أول فيلمٍ هندي ناطق كان أضواء الدنيا للمخرج أردشير إيراني في 1931 حقق نجاحاً كبيراً وضح وجود سوقٍ كبير للأفلام الناطقة والموسيقية، وبذلك تحولت بوليوود وجميع مناطق صناعة الفيلم الهندي الإقليمية إلى الأفلام الناطقة بسرعة.
كانت الثلاثينيات والأربعينيات فترات صاخبة، فقد تأثرت الهند بالكساد الكبير والحرب العالمية الثانية وحركة الاستقلال الهندية والعنف الذي صاحب تقسيم الهند. كانت معظم أفلام بوليوود هروبية وقتها، ومع ذلك عبر بعض صناع الأفلام عن المشاكل الاجتماعية الصعبة، أو استخدموا الكفاح الهندي كخلفية لأعمالهم الدرامية.
في 1937، أخرج أردشير إيراني فيلم كيسان كانيا أول فيلم هندي ملون. وفي العام الذي تلاه أخرج فيلماً ملوناً آخر هو الأم الهند. مع ذلك، لم تصبح الأفلام الملونة شعبية حتى نهاية الخمسينيات. في ذلك الوقت، كانت الأفلام الموسيقية الرومانسية ذات الإنتاج المترف وأفلام الميلودراما كانت المصدر الرئيسي للدخل في السينما. ومن ضمن الممثلين الناجحين في تلك الفترة كان ديف أناند، ديليب كومار، وراج كابور، أما الممثلات الناجحات فكان منهن: نرجس ومينا كوماري ونوتان ومادوبالا. في أواخر الستينيات وأوائل السبعينيات قام ببطولة الأفلام الرومانسية وأفلام الحركة ممثلون مثل: راجيش خانا ودارمندرا. في منتصف السبعينيات، أخلت الأفلام الرومانسية الطريق لأفلام العنف التي تناولت مواضيع العصابات. ركب أميتاب باتشان، النجم الشهير بأدوار «الشاب الغاضب» التي أداها، الموجة مع ممثلين آخرين مثل ميثون تشاكرابورتي وأنيل كابور. كان من ضمن الممثلات اللائي اشتهرن خلال هذه الفترة هيما ماليني، هيلين ريتشاردسون، جايا باتشان، وريكا. واستمرت هذه الموجة حتى بداية التسعينيات.
في منتصف التسعينيات مالت الكفة من جديد إلى الأفلام الموسيقية الرومانسية التي تدور حول العائلة بسبب نجاح أفلامٍ مثل من أنا بالنسبة لك (1994) والعروس للشجاع (1995). قدمت هذه الأفلام جيلاً جديداً من الممثلين منهم: أمير خان وسلمان خان وشاروخان والممثلات مثل: سريديفي ومادوري ديكسيت وجوهي تشاوالا وكاجول. وفي هذه المرحلة، كانت أفلام الكوميديا والحركة ناجحة كذلك، وقدمت ممثلين مثل جوفندا وأكشاي كومار وممثلاتٍ مثل رافينا تاندون وكاريسما كابور. علاوة على ذلك، شهد عقد التسعينيات من القرن العشرين مؤدين جدداً وأفلاماً مستقلة نجح بعضها تجارياً. ظهر في هذه الأفلام ممثلون منهم نانا باتيكار ومانيشا كويرالا وتابو وأورميلا ماتوندكار وامتدحهم النقاد وقتها.

## بوليود الأغاني والرقص

### الأغاني
بينما أكثر الممثلين، خصوصا اليوم، راقصين ممتازين، بعضهم أيضاً مغنين. عموماً الأغاني مسجّلة مسبقا من قبل مغني ثم بعد ذلك يعاد المحترفين بمزامنة شفة ممثلي الكلمات، في أغلب الأحيان بينما رقص. وحاول بضع الممثلون الغناء بأنفسهم مثل الممثل أميتاب بتشان، والذي غنى بنفسه بعض الأغاني من أفلامه أمثال: "Silsila"، "Mahaan" "Toofan" ومؤخرا أكثر في الأفلام Baghban وKabhi Khushi Kabhi Gham، بالإضافة إلى عمل الثنائي مع عدنان سامي في الأغنية Kabhi Nahi (أبدا). وأيضا الممثل شاروؤخان في فلم "josh" "DON" وكذلك الممثل عامر خان غنّى أغنية "Kya Bolti Tu " في فلم غلام.

### الرقص
إنّ الرقص في أفلام بوليود، واحد أقدم خصوصياته وأهم ما يميزه ويعطه طابعه الخاص، أساليب الرقص الكلاسيكية، رقص المحظية الهندية الشمالية التأريخية (tawaif)، أو رقصات شعبية. وفي الأفلام الحديثة، يمتزج عناصر رقص هندية مع أساليب رقص غربية في أغلب الأحيان (كما يعرض على قناة MTV أو في مسرحيات برودواي الموسيقية)، مع ذلك ليس غريبا رؤية البوب الغربية وأعداد الرقص الكلاسيكية الصافية جنبا إلى جنب في نفس الفلم.
البطل أو البطلة سيؤدّيان في أغلب الأحيان مع فرقة الراقصين، عادة نفس الجنس. إذا رقص البطلة والبطل ويغنّيان (آباء دي ديلوكس) رقص وباليه يعيّنان، معنى «رقص من اثنان»، هو ينظّم في أغلب الأحيان في البيئة المحيطة بالطبيعة الجميلة أو الأماكن الكبيرة بشكل معماري ومتقن.

### رقص بوليود

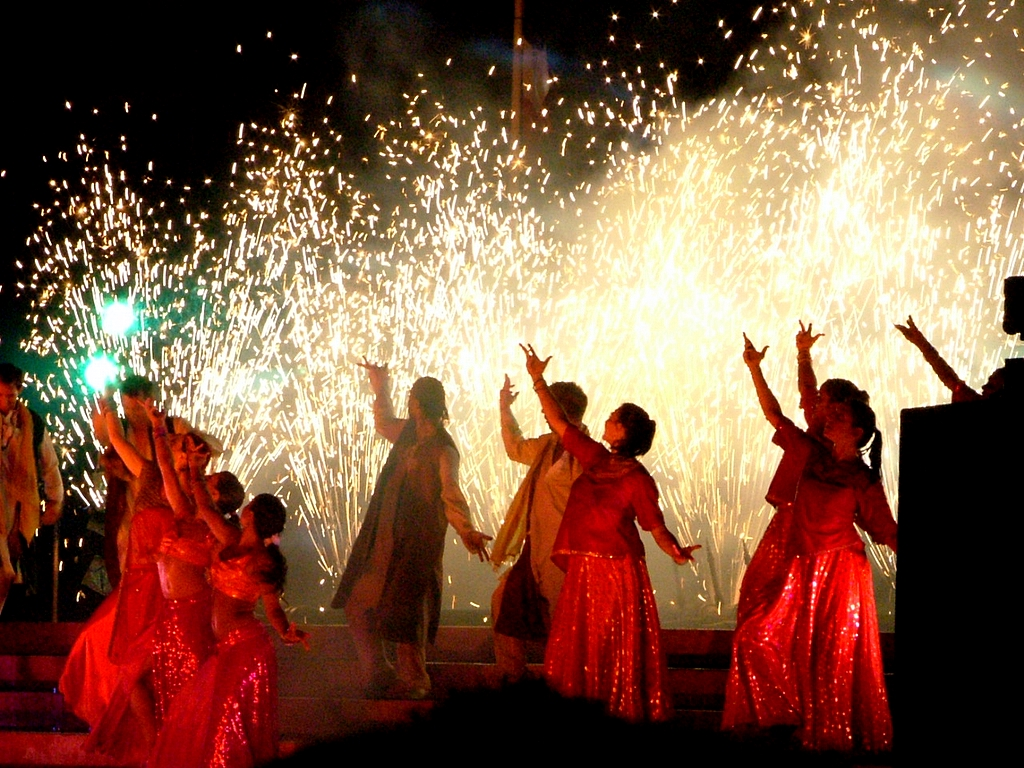
رقص بوليوودي

هو مجموعة الرقص الهندي الكلاسيكي، رقص شعبي مثل Bhangra ولها أحيانا تأثير أمريكي لاتيني وعربي. هو مرح ومعبّر جدا وهناك الكثير من المعنى العميق وراء الموسيقى في الأفلام. بإمكانك أن تعرف أن الموسيقى ماذا تعني، من خلال الحركات الرشيقة للجسم.
لماذا الرقص من الأمور الهامة والحساسة في أفلام بوليود؟
الناس في الهند يفضلون الأفلام أكثر من المسرحيات وسببها الرقص ويمنعى آخر (نوع من تغير الجو) والغريب أن بعض الأحيان تسقط بعض الأفلام التي لا تحتوي على مشاهد الرقص أو الفيدو كليبات. لذلك المنتجون الكبار مثل Yash Chopra، Karan Johar ينتجتون الأفلام عموما بالأغاني الهائلة والعاطفية جدا؛ لذلك الرقص تلعب فيه دوراً كبيراً.
وعلى فكرة أن مديرة الرقص على البوليود وهي فرح خان.

### الحوارات والقصائد الغنائية
وقصائد الأغنية الغنائية يكتب في أغلب الأحيان من قبل الناس المختلفين. والحوارات تكتب في الغالب باللغة الهندية والأرودوية،
ومن أشهر الأشخاص الذي يتكبون الحوارات في هذه الأيام هو الممثل الشهير: قادر خان.. .
و من أشهر كتاب القصائد الغنائية كما هو معروف في هذه الأيام هو: سمير. محبوب. جاويد اختار. اناند باكشي.

## فريق الممثلين والطاقم

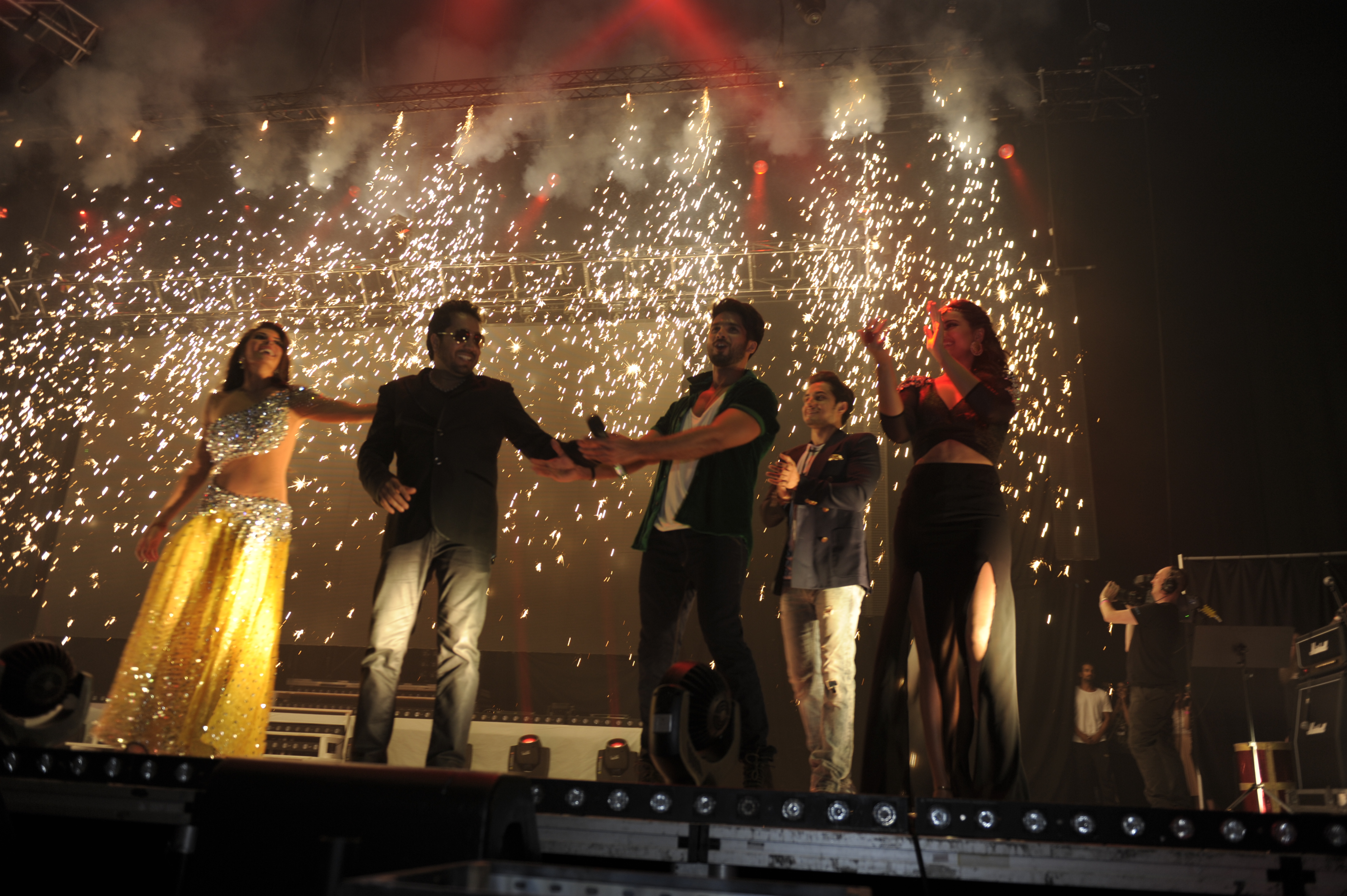
بوليوود شوستوبرز 2014 النهاية الكبرى.

يأتي إلى بوليود الكثير من الناس من كل أرجاء الهند، والكثير منهم يكون قد أخذو الشهرة إما في المسلسلات أو في عروض الأزياء أو في حفلات الجمال وما شابه... لكن كثر منهم آمالهم أحلامهم تذهب من حيث أتت. وبلا فائدة، بسب الواسطات والمحسوبيات المتواجدة بكثرة في بوليوود.
النجوم البارزين أكثر في بوليود عادة يكونون أصلهم من غرب الهند أو من وسطها..
وبعض من أبطالها:
أميتاب باتشان، شاه روخ خان، عرفان خان، سلمان خان، أكشاي كومار، ريشي كابور، راج كابور، دارمندرا، عامر خان، أبهيشيك باتشان، سونيل دوت، هريثيك روشان، سيف علي خان، شاهيد كابور، فارون دهاوان، رانفير سينغ، أرجون كابور، رانبير كابور، أنيل كابور، سيدهارث مالهوترا، جون أبراهام، كاران جوهر، سوني ديول، عمران خان، سانجاي دوت، وغيرهم.
ومن أشهر ممثلاتها:
أنوشكا شارما، عاليا بهات، سونام كابور، كانغانا رانوت، جايا باتشان، فيديا بالان، مينا كوماري، ديمبل كاباديا، ريخا، سريديفي، مادهوري ديكسيت، آيشواريا راي، كاريشما كابور، جوهي تشاولا، كاجول، راني موخرجي، ديبيكا بادكون وكارينا كابور، بريانكا تشوبرا، وبريتي زينتا، كاترينا كيف، بيباشا باسو، وغيرهن.

## جوائز بوليوود
بدأت مجلة الشيهرة filmfare بعمل جوائز لأفضل الأفلام في العام، مثل جوائز الأوسكار،
وكانت بدايته في سنة 1953ميلادي.
الشركات الأخرى مثل مجلة Stardust، وتلفزيون Zee الخ) دخلت لاحقاً في هذا المجال.
البعض من الجوائز الشعبية الأخرى:
- جوائز Zee السينمائية
- جوائز الشاشة اللامعة
- جوائز Stardust
- جوائز IIFA

هم جميعا ينظّموا مراسيم الجوائـز بشكل متقن وراقي، والكثير من النجوم والنجمات. وتمتاز حفلات بوليوود بأداء عروض غنائية ورقصات تؤدى من قبل النجوم في أثناء الحفلات بشكل متطور وجديد.
منذ 1973، تبنّت الحكومة الهندية جوائز الفلم الوطنية، منح بمديرية مدعومة من قبل حكومة المهرجانات السينمائية (DFF). مديرية شاشات المهرجانات السينمائية ليست فقط البوليود تصوّر، بل الأفلام من كلّ السينمات الإقليمية الأخرى والمستقلة. هذه الجوائز توزّع في مراسم ترأّست من قبل رئيس الهند..

## التمويلات
ميزانيات بوايوود بسيطة عادة مقارنة بهوليود. المجموعات، بدلات، تأثيرات خاصّة، وصناعة سينما كانت أقل من عالمية إلى أن الوسط إلى متأخرا تسعينيات. لكن كأفلام وتلفزيون غربي يكسبان توزيع أوسع في الهند نفسه، هناك ضغط متزايد لأفلام بوليوود لإنجاز نفس مستويات الإنتاج.
الأفلام البوليودية أثبتت وجودها في الخارج وفي شباك تذاكر خارج الهند، لذا أطقم فلم مومباي رائجة جدا، تصوير في أستراليا، نيوزيلندا، مملكة متحدة، قارة أوروبا وفي مكان آخر. في الوقت الحاضر، منتجون هنود يسحبون في أكثر فأكثر تمويل للأفلام ذات الميزانية الكبيرة ضربت ضمن الهند أيضا، مثل Lagaan، Devdas،kank والإنتاج الحالي يزداد في الميزانية.
تمويل لأفلام بوليود يجيء في أغلب الأحيان من الموزّعون الخاصّة وبضعة إستوديوهات كبيرة. البنوك الهندية منعت من إعارة مال لإنتاج الأفلام، لكن هذا المنع رفع مؤخرا. كالتمويلات لم تنظّم بشكل صحيح البعض من المال يجيء أيضا من المصادر الغير شرعية. أنتجت أفراد عصابة مومباي الأفلام، رعى النجوم، واستعملت العضلة للحصول على طريقهم في الصفقات السينمائية. في يناير/كانون الثّاني 2000, مافيا مومباي ضربوا المنتج راكيش روشن والد الممثل هريتك روشن؛ عندما رفض طلبهم وحاول التدخّل بتوزيع فلمه.
في 2001 المكتب المركزي للتحقيق، وكالة شرطة الهند الوطنية، استولى على كلّ طبعات الفلم المزورة Chori Chori Chupke Chupke بعد التحيق وجدوا أن كل ذلك كانت بواسطة مافيا مومباي.
المشكلة الأخرى التي تواجه بوليود قرصنة كثير أفلامها. سرق DVDs في أغلب الأحيان يصل قبل الطبعة للصورة. مصانع في باكستان والهند تخمد آلاف DVDs غير شرعية، VCDs، وVHS يسجّل، الذي ثمّ تشحن في جميع أنحاء العالم. (نسخ متفشي جدا في باكستان، منذ أن منعت الحكومة الباكستانية استيراد الأفلام الهندية، يترزك قرصنة كالطريق الوحيد لتوزيعهم.) أفلام تذيع كثيرا بدون تعويض بشركات التلفزيون السلكي الصغيرة الغير معدودة في الهند وآسيا. يخزن فيديو تابل البقالة الهندي الصغير في الولايات المتّحدة وأشرطة السهم البريطانية وDVDs للمصدر المريب بينما مستهلك ينسخ يضيفا إلى المشكلة.
تلفزيون قمر صناعي، تلفزيون وأفلام أجنبية مستوردة يجعلان غارات ضخمة إلى سوق الترفيه الهندية المحلية. في الماضي، أكثر أفلام بوليود يمكنه جمع الكثير من مال؛ أقل الآن فعكس ذلك. متوازن ضدّ هذه الغلال المتزايدة من المسارح في البلدان الغربية مثل المملكة المتّحدة، كندا، والولايات المتحدة الأمريكية، حيث أنّ بوليود يصبح ملاحظة ببطئ. بينما يهاجر هنود أكثر إلى هذه البلدان، يشكّلون ينمو سوقا للأفلام الهندية الممتازة. المشاهدون 'الأجانب' — في البلدان الآسيوية والغربية — تنمو أيضا، إذا ببطئ أكثر.

## مشاكل بوليود

### المشكلة الأولى: القرصنة
بالرغم أنّ عدد مشاهدي ألأفلام الهندية تقدر بحوالي مليار شخص في كل أنحاء العالم إلا أنها لا تحقق مكاسب خرافية مثل نظيرتها ألأمريكية الهوليودية، وذالك بسبب القرصنة - حيث يقوم الناس بعمل نسخ من الأفلام وبيعها أو توزيعها إلى الآخرين مجانا. في الوقت الحاضر يحاول منتجو أفلام بوليود البحث عن طريق لوقف هذه الخسائر عن طريق تشجيع الجمهور علي دفع مقابل بسيط لتشجيع صناعة السينما في الهند .

### المشكلة الأخرى: التجديد
تلك الأجيال الأصغر تجد القصص متوقّعة نوعا ما أحيانا وتسأم من الحكايات المماثلة. منتجو الأفلام يحاولون أن يحلّوا هذا بتغيير محاور القصة لعكس الحياة الحقيقية - مثل الحقيقة بأنّ أطفال العوائل الهندية يدرسون الآن في الخارج.

## مستقبل بوليوود
النظرات المستقبلية ألمع حتى الآن لبوليود. شركات الفلم الأمريكية الكبيرة مثل الأخوة وارنر والسينتشوري فوكس العشرون يبدون بفتح المكاتب في الهند. حيث منتجو الأفلام وجدوا صعوبة في التنافس مع تأثيرات هوليود الخاصّة، هذه الأمرالمنطقة الكبيرة القادمة لبوليود للتطوير. والتطور يلحق ببلويود الأفلام الهندية تتميز يوم عن يوم والقصص أكثر واقعيه.